# Ejea de los Caballeros
Ejea de los Caballeros (aragónul Exeya d'os Caballers) település Spanyolországban,  Zaragoza tartományban. Ejea de los Caballeros Sádaba, Biota, Luesia, Asín, Orés, Luna, Erla, Castejón de Valdejasa, Tauste és Bardenas Reales községekkel határos. Lakosainak száma 17 133 fő (2024).

## Népesség
A település népessége az utóbbi években az alábbiak szerint változott:
| Lakosok száma | 15 901 | 16 598 | 16 935 | 17 331 | 17 180 | 16 870 | 16 596 | 16 783 | 17 124 | 17 133 |
|               | 2001   | 2004   | 2007   | 2009   | 2012   | 2014   | 2017   | 2019   | 2022   | 2024   |